# Cívis InterRégió
A Cívis InterRégió egy Budapest-Nyugat és Debrecen között óránként közlekedő vasúti járat. Budapest-Nyugati és Szolnok között csak Zuglóban, Kőbánya-Kispesten, Ferihegyen, Cegléden és Abonyban állnak meg. Szolnok és Debrecen között mindenhol megállnak. Néhány esti és kora reggeli járat megáll Üllőn, Monoron, Pilisen és Albertirsán. Vonatszámuk a debrecenié 60-nal, nyíregyházié 61-gyel és a záhonyié 62-vel kezdődik.

## Történet

### 2001-2022 között InterCityként
2001 körül indul el az első járat Budapest és Nyíregyháza között InterCityként napi 1 pár ként. A vonat ekkor csak Szolnokon, Püspökladányban és Hajdúszoboszlón állt meg. 2006. december 9-től a vonat megáll Zuglóban, Kőbánya-Kispesten és Cegléden is.
2022. április 3-tól az InterCity név egységesítése miatt megszűnt és NYÍRSÉG néven közlekedik tovább.

### 2022-től InterRégióként
2022. december 11-től újra közlekedik vonatok InterRégióként Budapest és Debrecen között óránként a nyíregyházi sebesvonatok és Cegléd-Nyíregyházi személyvonatok helyett. Néhány vonat Debrecen helyett Nyíregyházáig, illetve péntek és vasárnapi napokon pedig Záhonyig közelednek.

## Útvonal
A vonat Budapest-Nyugati pályaudvarról indul Cegléd, Szolnok és Püspökladány érintésével közlekedik. Néhány vonat Debrecen helyett Nyíregyházáig, illetve Záhonyig közlekedik.

## Megállóhelyei
| Megállóhelyek                   |
| ------------------------------- |
| 1. Budapest-Nyugati             |
| 2. Zugló                        |
| 3. Kőbánya-Kispest              |
| 4. Ferihegy                     |
| 5. Cegléd                       |
| 6. Abony                        |
| 7. Szolnok                      |
| 8. Szajol                       |
| 9. Törökszentmiklós             |
| 10. Fegyvernek-Örményes         |
| 11. Kisújszállás                |
| 12. Karcag                      |
| 13. Püspökladány                |
| 14. Kaba                        |
| 15. Hajdúszoboszló              |
| 16. Ebes                        |
| 17. Debrecen (fővégállomás)     |
| 18. Debrecen-Csapókert          |
| 19. Apafa                       |
| 20. Bocskaikert                 |
| 21. Hajdúhadház                 |
| 22. Téglás                      |
| 23. Újfehértó                   |
| 24. Nyíregyháza (napi 2 pár)    |
| 25. Sóstó                       |
| 26. Sóstóhegy                   |
| 27. Kemecse                     |
| 28. Nyírbogdány                 |
| 29. Kék                         |
| 30. Demecser                    |
| 31. Gégény                      |
| 32. Pátroha                     |
| 33. Ajak                        |
| 34. Kisvárda                    |
| 35. Kisvárda-Hármasút           |
| 36. Fényeslitke                 |
| 37. Komoró                      |
| 38. Tuzsér                      |
| 38. Tiszabezdéd                 |
| 38. Záhony (péntek és vasárnap) |